# Arbeitsgedächtnis

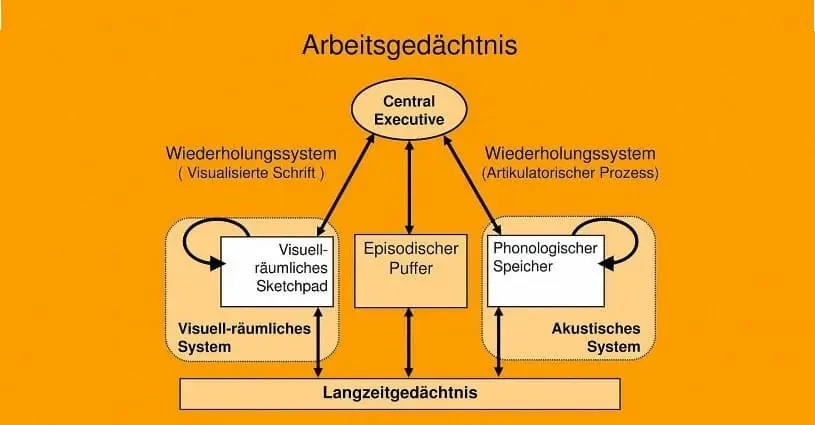
Arbeitsgedächtnis: Aufbau und Funktion

Das Arbeitsgedächtnis ist ein Teil des Gedächtnisses. Es speichert aufgenommene Informationen kurzfristig, um diese Informationen in das Langzeitgedächtnis aufzunehmen oder damit zu vergleichen. Im Arbeitsgedächtnis kann Information auch bearbeitet werden -- eine wichtige Erweiterung gegenüber früheren Konzepten die beispielsweise erklärt, weshalb wir Kopfrechnen und rückwärts buchstabieren können. Begriff und Verständnis wurden 1986 durch Alan Baddeley geprägt.
Das Arbeitsgedächtnis besteht aus Substrukturen: Der zentralen Exekutive, dem episodischen Puffer, der phonologischen Schleife zur Wiederholung / Bearbeitung von verbalem Material, und dem räumlich-visuellen Notizblock zur Wiederholung / Bearbeitung von räumlicher Information.
Die Kapazität ist unabhängig von der verbalen oder räumlich-visuellen Domäne auf etwa sieben Informationseinheiten begrenzt (siehe Millersche Zahl).

## Abgrenzung zum Kurzzeitgedächtnis
Der Begriff Kurzzeitgedächtnis bezieht sich auf ältere und andere Theorien, die von einem einheitlichen System zur kurzzeitigen Speicherung von Informationen ausgegangen sind. Diese Auffassung ist von der Erlanger Schule der Informationspsychologie mit ihrem Konzept der Kurzspeicherkapazität weiterentwickelt worden. Im Gegensatz dazu wird im Folgenden von einem Mehrspeichermodell ausgegangen, in dem verschiedene Subsysteme für verschiedene Arten von Informationen zuständig sind.
Neuropsychologen unterscheiden zwischen diesen beiden Gedächtnisarten auch, da sie unterschiedliche Bereiche des präfrontalen Cortex beanspruchen. Das Arbeitsgedächtnis ermöglicht es, die gespeicherten Informationen gleichzeitig zu manipulieren und mit ihnen zu arbeiten. Das Kurzzeitgedächtnis hingegen ist nur ein kurzfristiger Speicher, der aber keine Organisation und Verarbeitung des gespeicherten Inhalts erlaubt.

## Psychologische Modelle

### Komponentenmodell
Alan Baddeley und Graham Hitch schlugen 1974 ihr Arbeitsgedächtnismodell vor, mit dem sie das Kurzzeitgedächtnis präziser beschreiben wollten. Das Modell basiert auf vier (früher drei) getrennten funktionellen Komponenten, die gegenseitig in Verbindung stehen. Dabei unterscheidet man zwischen der zentralen Exekutive, die als Steuer- und Organisationselement dient, und drei passiven Subsystemen (sogenannten „Sklavensystemen“), die von der zentralen Exekutive gesteuert und überwacht werden. Die Subsysteme sind die phonologische Schleife (verarbeitet vor allem verbale Informationen), der räumlich visuelle Notizblock (verarbeitet visuelle Informationen) und der episodische Puffer.

### Prozessorientierte Theorien
Baddeleys – ursprünglich – modulorientierte Theorie, der die Trennung von Langzeit- und Arbeitsgedächtnis zugrunde liegt, hat sich als heuristisches Modell zur Beschreibung pathologischer Beeinträchtigungen des Arbeitsgedächtnisses bewährt. Durch die stärkere Berücksichtigung von Interaktionen zwischen den Modellkomponenten hat sich das Modell aber in neuerer Zeit den sog. prozessorientierten Theorien stark angenähert. In diesen wird von der Verteilung von Aufmerksamkeitsressourcen und der damit einhergehenden Aktivierung von verteilten neuronalen Netzwerken ausgegangen.
Das Embedded Processing Model of Working Memory von Nelson Cowan beschreibt das Arbeitsgedächtnis als diejenigen Anteile des Langzeitgedächtnisses, die sich vorübergehend in einem aktivierten Zustand befinden. Gedächtnisinhalte werden durch Hinweisreize angeregt; wird ihnen nun Aufmerksamkeit zugewendet, können sie bewusst verarbeitet werden.
Das Arbeitsgedächtnismodell von Randall W. Engle erklärt die Ursachen von individuellen Unterschieden in der Kapazität des Arbeitsgedächtnisses und ihren Zusammenhang zur Intelligenz.

### Facettentheorie

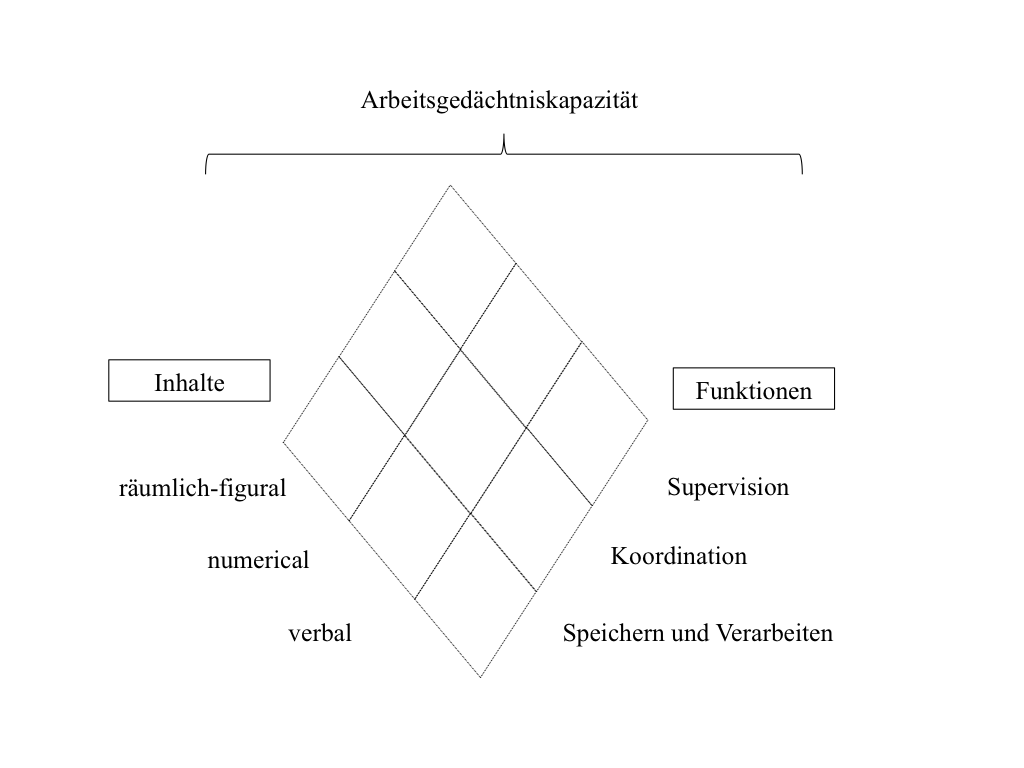
Facettenmodell des Arbeitsgedächtnisses von Klaus Oberauer und Kollegen

Klaus Oberauer, Heinz-Martin Süß, Oliver Wilhelm und Werner W. Wittmann haben ein facettenbasiertes Modell des Arbeitsgedächtnisses vorgeschlagen, welches empirisch abgesichert werden konnte. In dem Modell werden dabei zwei Dimensionen berücksichtigt: kognitive Prozesse und Aufgabeninhalte. Die kognitiven Prozesse umfassen Supervision (Exekutive Kontrolle), Koordination sowie simultanes Speichern und Verarbeiten. Hinsichtlich der Aufgabeninhalte werden verbale, räumlich-figurale sowie numerische Aufgaben unterschieden. Beide Dimensionen gekreuzt ergeben damit eine Facettenstruktur, durch welche Arbeitsgedächtnisleistungen sehr spezifisch beschrieben werden können (z. B. verbales Speichern und Verarbeiten). Das Modell erinnert an das Berliner Intelligenzstrukturmodell und ist entsprechend als deskriptives Modell zu verstehen.